# Okada Air

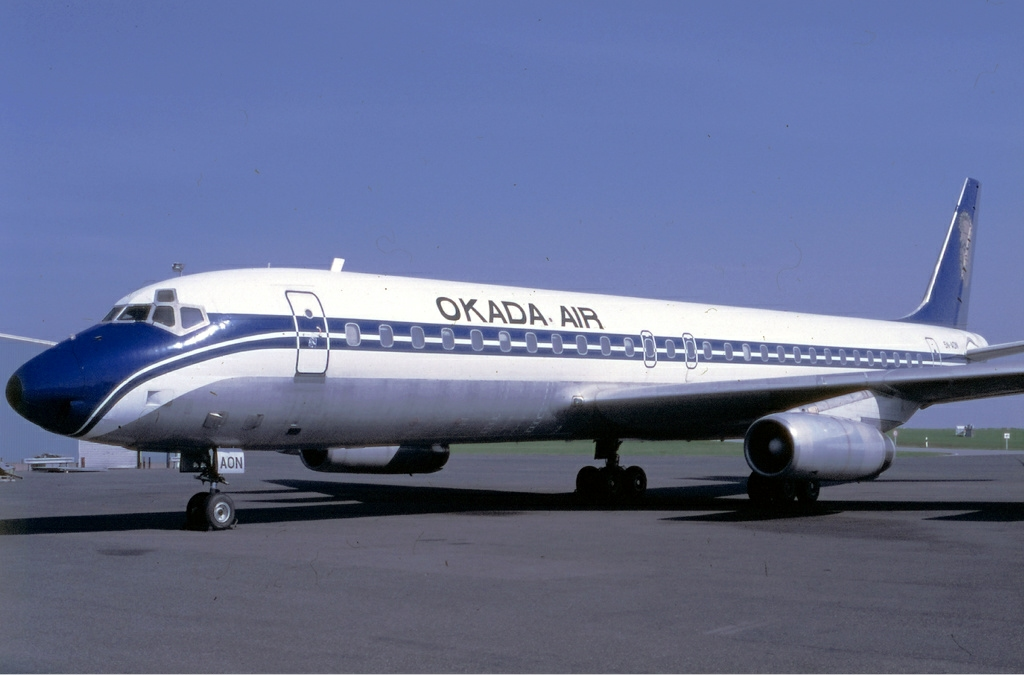
Okada Air Douglas DC-8, Luxemburgo, 1985

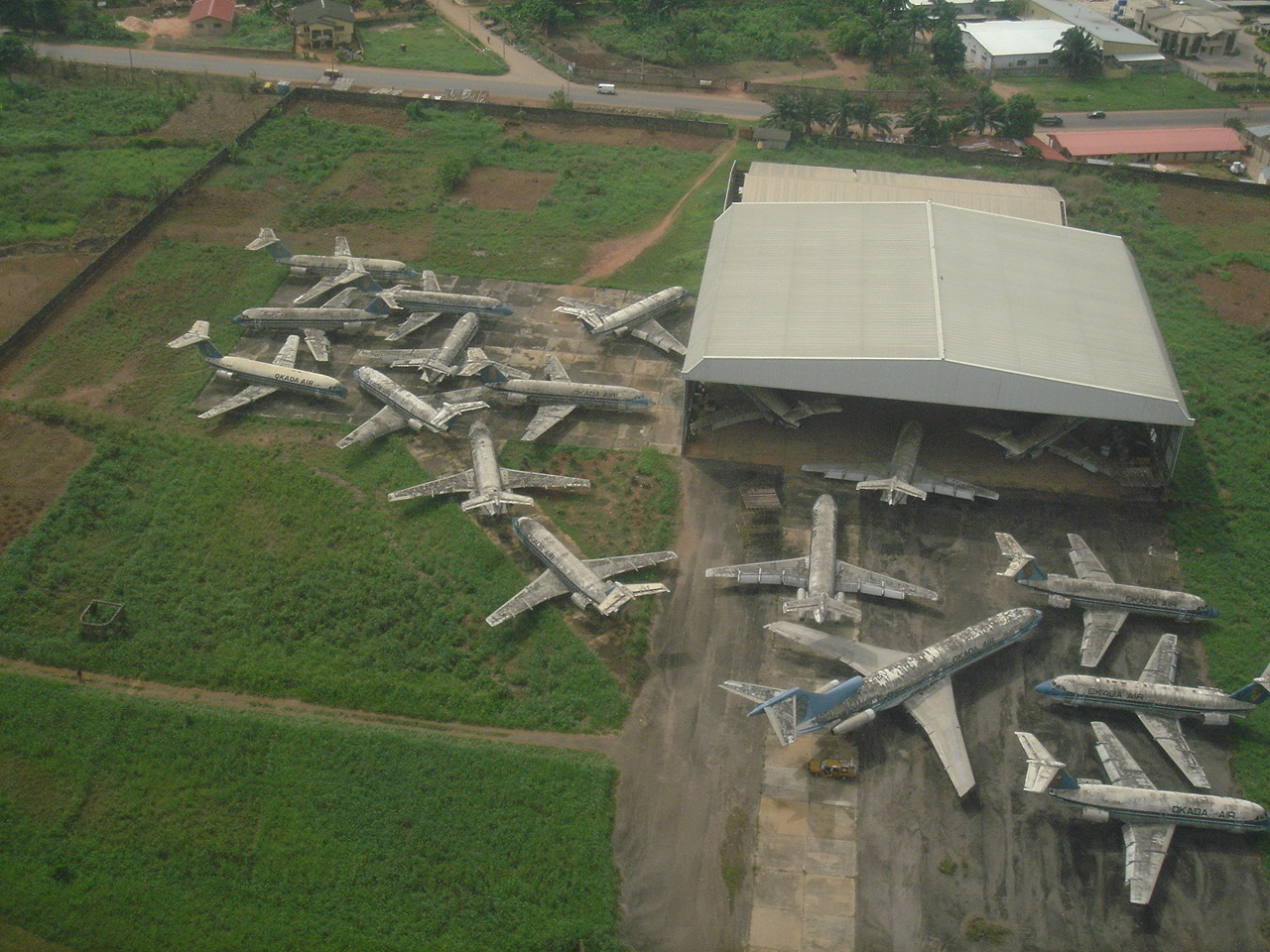
La flota abandonada de Okada Air en el Aeropuerto de Benín, 2006. Se ven un Boeing 727 y 17 BAC 1-11

Okada Air fue una aerolínea nigeriana con base en la ciudad de Benín. Fue fundada en 1983 con una flota de BAC-One Eleven 300 e inició sus operaciones chárter en septiembre del mismo año. En 1984 se adquirió un Boeing 707-355C para operaciones de carga. En 1990, se compraron diez BAC One-Eleven y ocho más en 1991. Se le concedió el derecho para operar vuelos internacionales en 1992.
El propietario de Okada Air era el director Gabriel Igbinedion, el Esama de Benin. En 1997, la empresa fue disuelta.

## Destinos
Okada Air sirvió a los siguientes destinos a lo largo de su historia: 
- Abuya – Aeropuerto Internacional Nnamdi Azikiwe
- Benín – Aeropuerto de Benín
- Enugu – Aeropuerto Internacional Akanu Ibiam
- Jos – Aeropuerto Yakubu Gowon
- Kaduna – Aeropuerto de Kaduna
- Kano – Aeropuerto Internacional Mallam Aminu Kano
- Lagos – Aeropuerto Internacional Murtala Muhammed
- Puerto Harcourt – Aeropuerto Internacional de Port Harcourt
- Yola – Aeropuerto de Yola

## Flota histórica
- BAC One-Eleven-200
- BAC One-Eleven-300
- BAC One-Eleven-400
- BAC One-Eleven-500
- Boeing 727-200
- Boeing 707-300
- Boeing 747-100
- Douglas DC-8-62
- Sud Aviation Carabelle
- Dornier 228-100
- PZL W-3 Sokół (uno)

## Accidentes e incidentes
- 7 de septiembre de 1989: un BAC One-Eleven 320AZ, matrícula 5N-AOT, que estaba finalizando un servicio de pasajeros nacional regular Lagos-Port Harcourt, fue cancelado en un aterrizaje forzoso causado por el mal tiempo en el aeropuerto de Port Harcourt.[3]
- 26 de junio de 1991: Un BAC One-Eleven 402AP, matrícula 5N-AOW, aterrizó a la fuerza a 10 kilómetros (6,2 mi) del aeropuerto de Sokoto debido a la falta de combustible. Hubo tres víctimas fatales, todos ellos pasajeros. El avión había sido desviado de la ruta original entre Benín y Kano debido al mal tiempo en el aeropuerto de destino. : 22
- 1992: Un Dornier 228-100, matrícula 5N-NOR, sufrió daños irreparables al aterrizar en un lugar desconocido de Nigeria.[4]